# America Plaza (Tranvía de San Diego)
One America Plaza es una estación del Tranvía de San Diego en San Diego, California que funciona con las líneas Azul y Naranja. La siguiente estación norte de la línea Azul es Santa Fe Depot y de la línea Naranja es Seaport Village, y la siguiente estación Sur es Civic Center de ambas líneas. Esta estación se encuentra en la zona de tarifas del centro de San Diego. Esta estación es la salida noroeste de las líneas Naranja y Azul en el centro de San Diego. La estación se encuentra a través de la calle desde Santa Fe Depot, que es servida por Coaster y el tren de Amtrak Pacific Surfliner. 
La estación es conocida por estar bajo el rascacielos One America Plaza, un edificio construido alrededor y por encima de la estación. En Los Ángeles, se encuentra una estación parecida a esta, la línea Dorada en la estación Memorial Park.  